# Чехи в Сербии

Герб Национального совета чешского национального меньшинства в Сербии

Чехи в Сербии (серб. Чеси у Србији, чеш. Češi v Srbsku) являются одним из национальных меньшинств этой страны. По данным переписи населения 2011 года, в стране проживали 1824 человека, назвавших себя чехами по национальности. Преимущественно по вероисповеданию чехи в Сербии — это католики, хотя среди них встречаются евангельские христиане.
Национальный совет чешского национального меньшинства заседает в местечке Бела-Црква (Воеводина), также чехи составляют большинство в деревне Чешко-Село. Большая часть чехов, согласно переписи 2011 года, проживает в общине Бела-Црква (местечки Бела-Црква, Чешко-Село и Крушчица) и соседних населённых пунктах (Гай, община Ковин; Велико-Средиште и Вршац, центр одноимённого городского поселения). Значительная часть проживает в Белграде и Нови-Саде.

## Чешский язык в Сербии

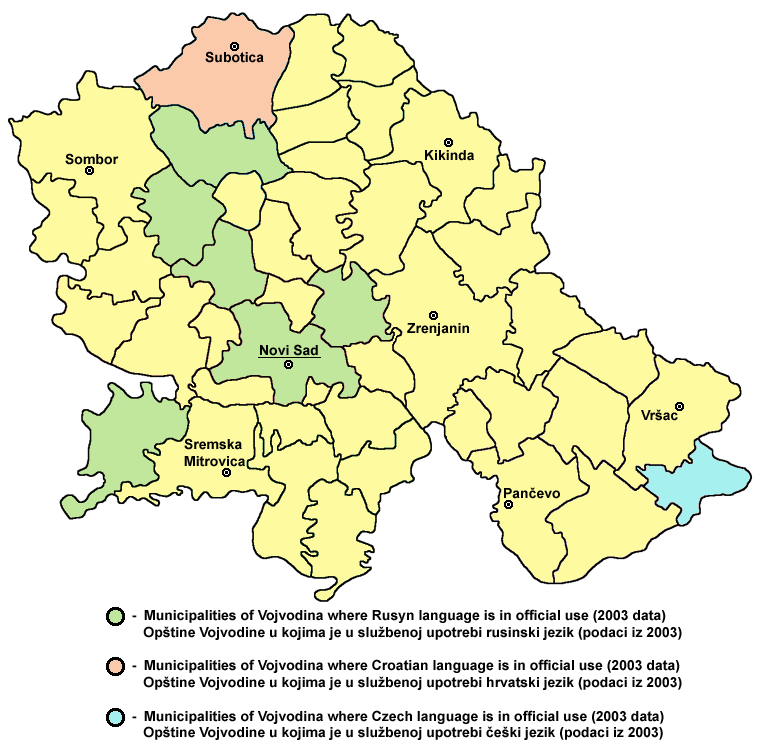
Община Бела-Црква (синий) является единственной общиной в Воеводине, где чешский язык имеет региональный статус

Чешский язык используется в качестве официального в Сербии в общине Бела-Црква: этим же статусом в общине обладают сербский, румынский и венгерский языки.
Чешский язык не изучался достаточно долго после того, как в Югославии закрыли школы на чешском языке, однако вскоре был возвращён в государственную систему образования Сербии. Преподавание чешского языка с элементами национальной культуры ведётся с 1-го по 4-й классы начальных школ (две в Беле-Цркве, одна в Крушчице, одна в Гае) при наличии класса размером от 5 до 15 человек. Дети и взрослые могут изучать чешский язык с 2000-х годов у учителей, которых отправляет Чехия в Сербию.
Чешский язык изучается на филологическом факультете на кафедре славистики: там он изучается в качестве основного. В качестве второго он изучается на философском факультете Приштинского университета в Косовска-Митровице. В бывшем здании начальной школы в Чешко-Село находится музей с этнографической выставкой о чехах, которой руководит Чешский национальный совет. 

### Чешскоязычные СМИ в Сербии
В Сербии отсутствуют традиционные регулярные СМИ, вещающие на чешском языке. По состоянию на конец 2019 года на чешском языке выходили следующие передачи:
- Радиопередача «Krajanka» (Землячка) выходит на Радио Бела-Црквы по понедельникам в 20 часов вечера и длится один час. Трансляция ведётся в Интернете, однако выпуски не архивируются на сайте радио. Радиопередача основана в 1996 году при Центре культуры Бела-Црквы, с 2001 года стала частью общинной информационной компании «BC Info» (позже компания приватизирована). Передача выходит при поддержке Чешского национального совета[5].
- Радиопередача «České slovo» (Чешское слово) выходит на третьей радиопрограмме РТВ два раза в неделю и длится 30 минут (каждую нечётную неделю выходит по четвергам с 14:15 по 14:45). Вещание началось в 2018 году, производитель — Чешский центр СМИ из Бела-Црквы. Передача доступна для всех жителей общины Бела-Црква. Вещание также идёт в Интернете, однако архивы многих выпусков отсутствуют на сайте РТВ[6].
- Телепередача «Bohemska rapsodija» (Богемская рапсодия), выходит каждый вторник в 13:00 на РТВ Панчево, повторы в 8:00 и 22:30 по воскресеньям. Также вещание доступно в Интернете, однако архивные выпуски отсутствуют[7].

Ранее на ТВ Банат выходили другие программы на чешском языке. С 1 января 2018 года действует портал СМИ «Hlas», который отвечает за публикацию содержимого чешскоязычных средств массовой информации.

## Чешские организации
Национальный совет чешского национального меньшинства сотрудничает с чешскими организациями в Сербии, многие из которых известны под названием «Чешская беседа». Зарегистрированы «Чешские беседы» в городах Бела-Црква, Крушчица, Чешко-Село, Гай, Вршац, Белград, Нови-Сад; есть также «беседа» в Среме, организации «Чехи Южного Баната» (Бела-Црква), «Чехи Шумадии» (Крагуевац), «Чехи Сербии» (Панчево), «Чехи Юго-Востока Сербии» (Ниш). Часть их объединена в «Матицу чешскую» в Бела-Цркве. Ассоциации владеют библиотеками книг на чешском языке (как исторических, так и современных), а также имеют фольклорные ансамбли.

## Население
| Год               | Чехи  |
| ----------------- | ----- |
| 1948              | 6 760 |
| 1953              | 5 948 |
| 1961              | 5 133 |
| 1971              | 4 149 |
| 1981              | 3 225 |
| 1991              | 2 675 |
| 2002 (без Косово) | 2 211 |
| 2011 (без Косово) | 1 824 |

## Известные представители
- Александар Машин[англ.], полковник армии Сербии, участник Майского переворота
- Иван Бек, футболист
- Людмила Фрайт[англ.], композитор
- Эмиль Гаек, композитор и пианист
- Рудолф Новачек[англ.], композитор, военный дирижёр
- Златко Красни[англ.], поэт
- Александр Лифка[англ.], кинематографист
- Владислав Тительбах, живописец
- Франтишек Зах, генерал армии Сербии

## Карты

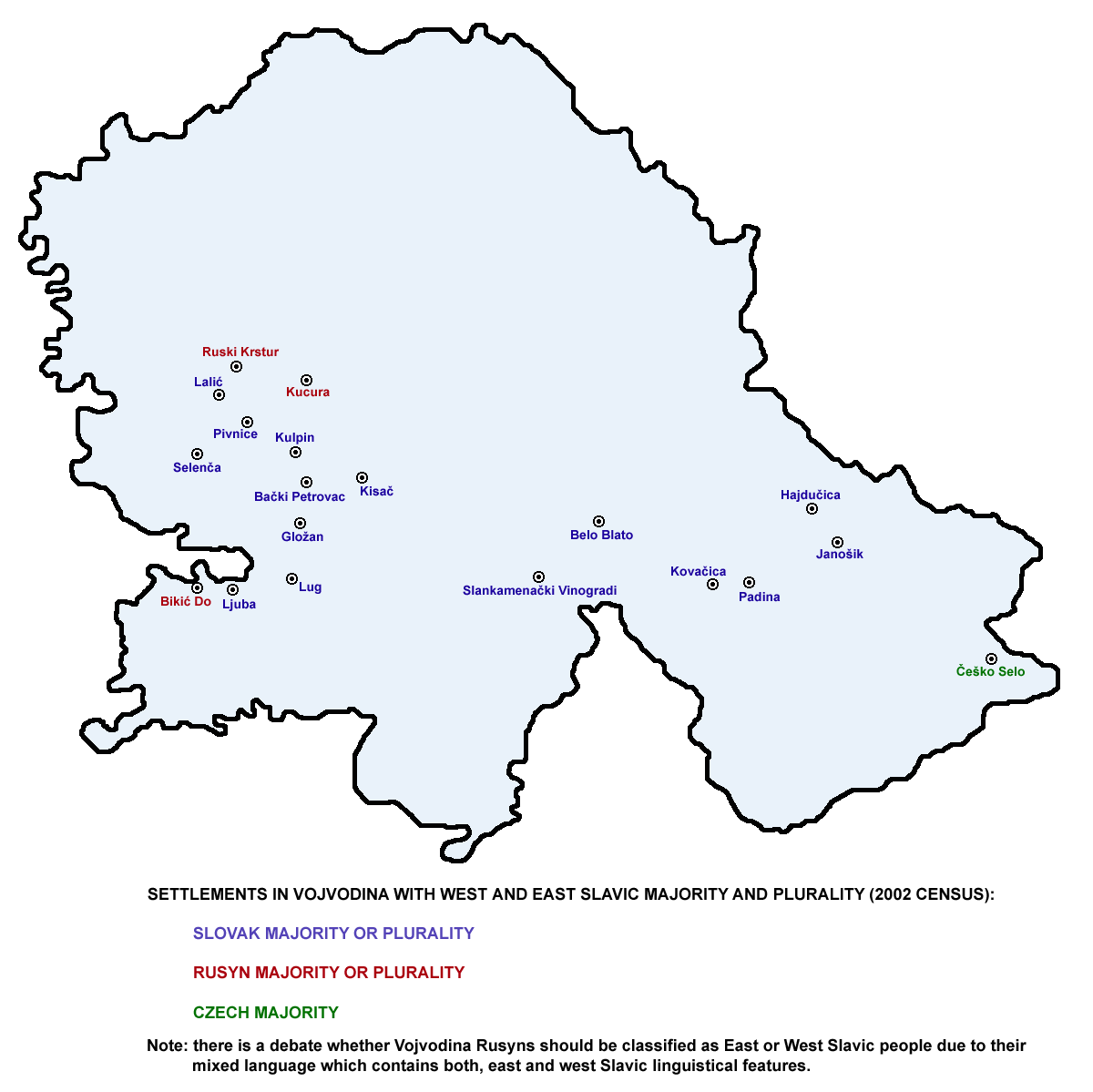
Население Воеводины в 2002 году: на карте отмечены населённые пункты, где большинство населения составляют чехи, словаки[серб.] и русины
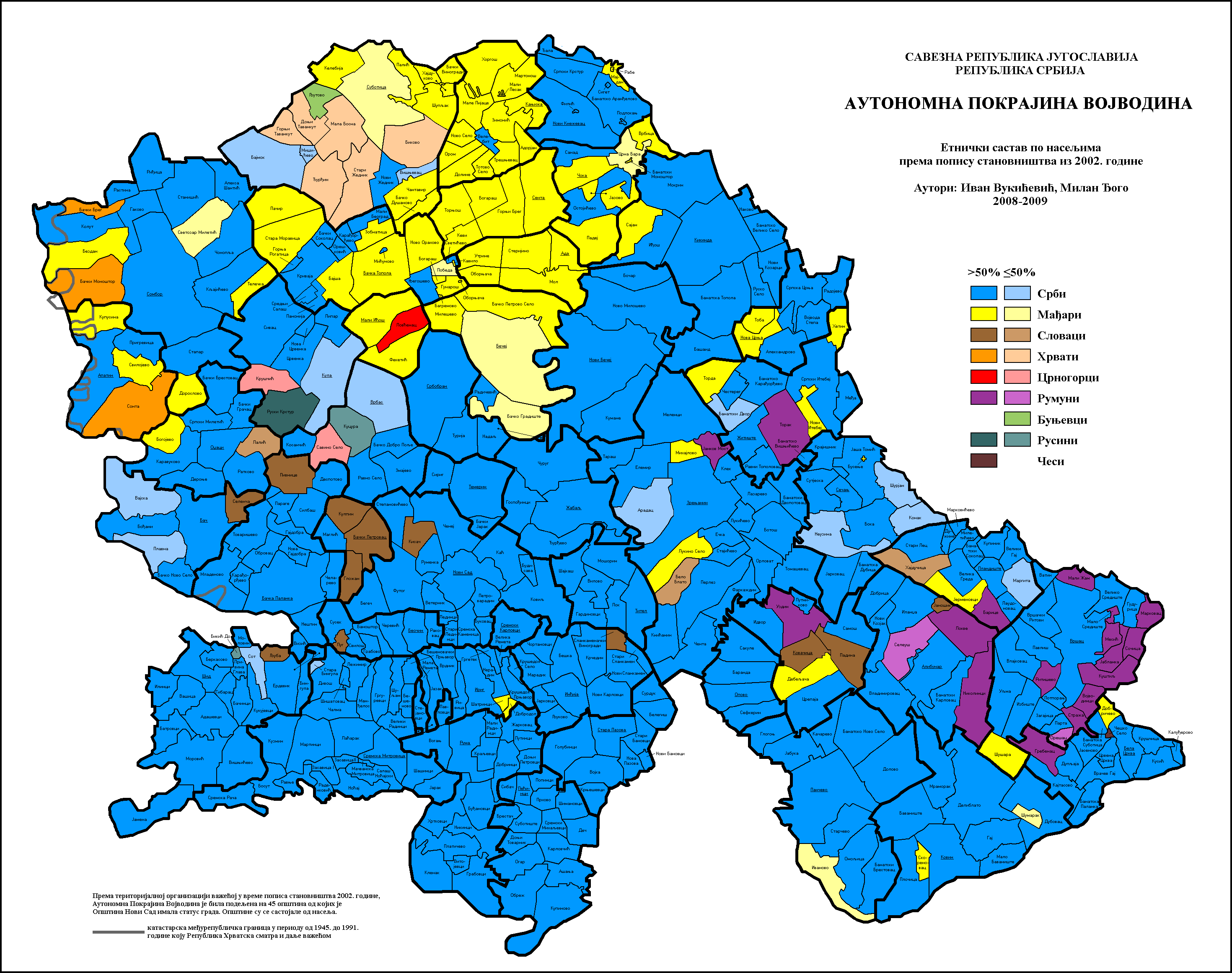
Национальный состав Воеводины (2002)
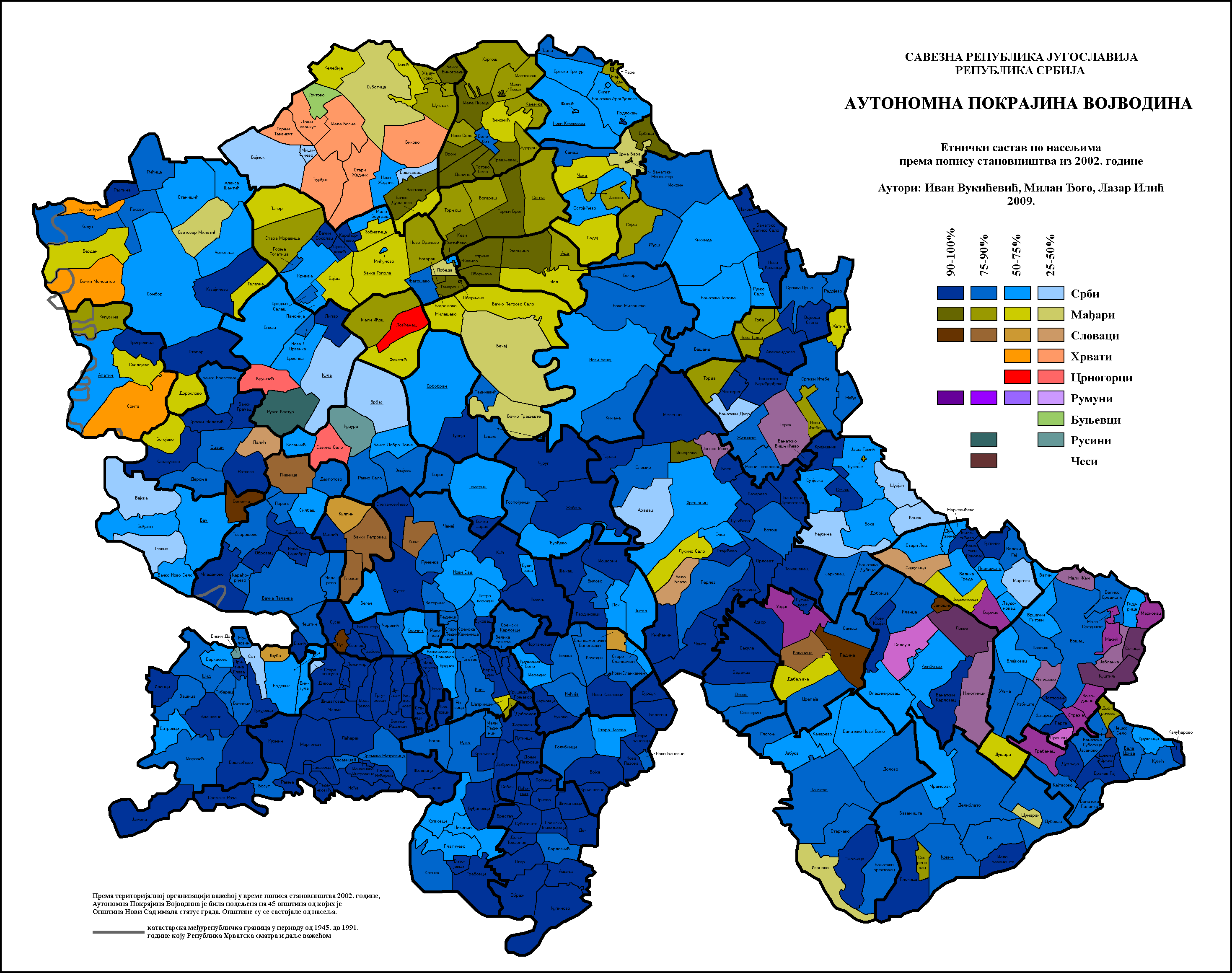
Национальный состав Воеводины (2002)
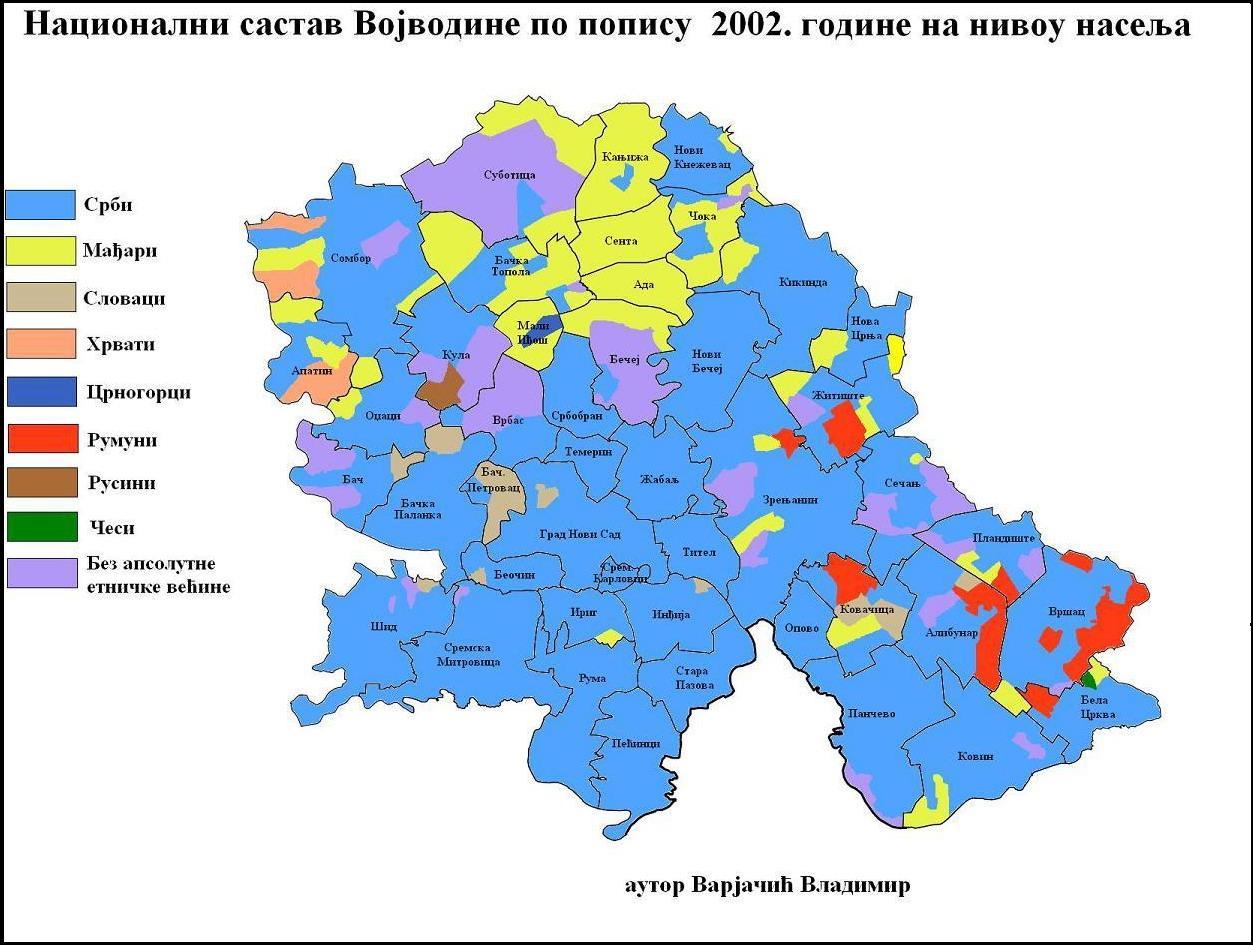
Национальный состав Воеводины (2002)
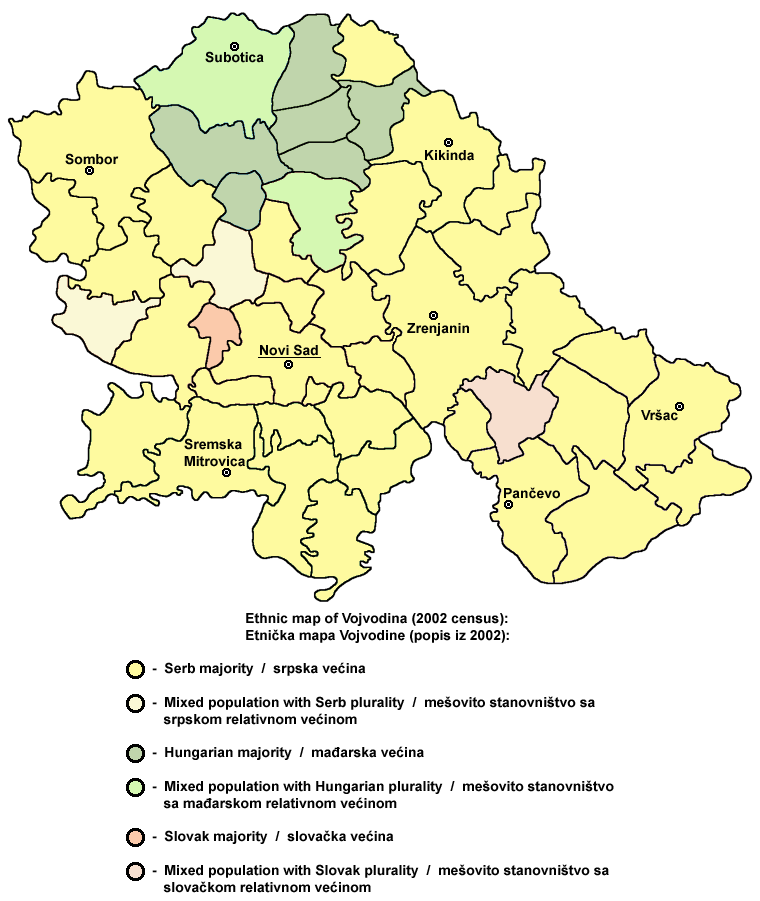
Национальный состав Воеводины (2002) — общины
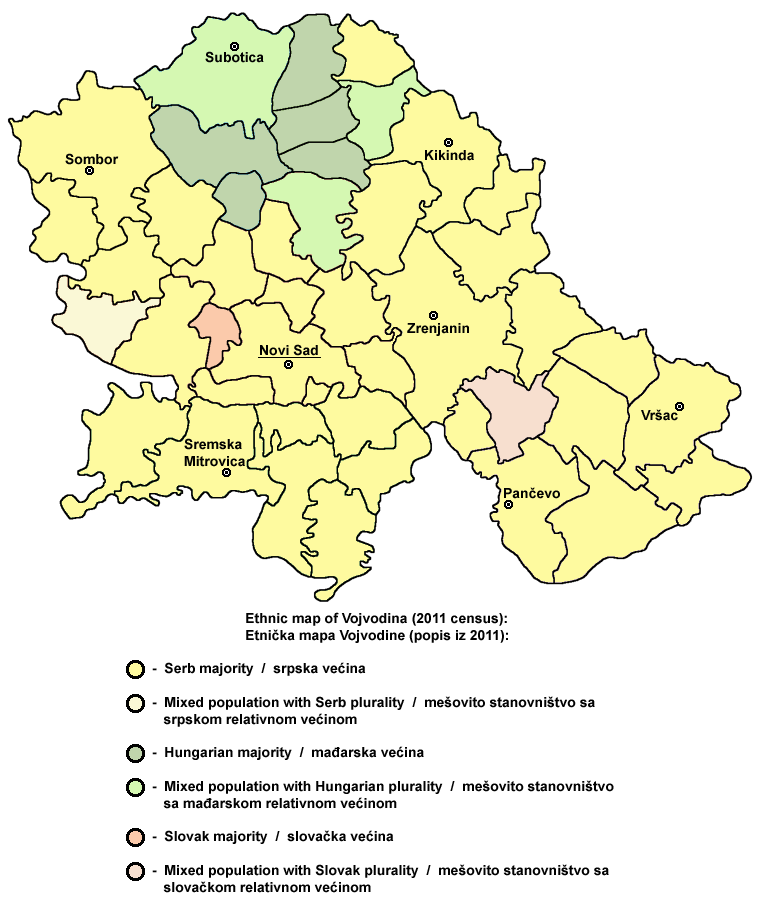
Национальный состав Воеводины (2002) — общины и города